# Breynia retusa
Breynia retusa är en emblikaväxtart som först beskrevs av August Wilhelm Dennstedt, och fick sitt nu gällande namn av Arthur Hugh Garfit Alston. Breynia retusa ingår i släktet Breynia och familjen emblikaväxter. IUCN kategoriserar arten globalt som akut hotad. Inga underarter finns listade i Catalogue of Life.

## Bildgalleri

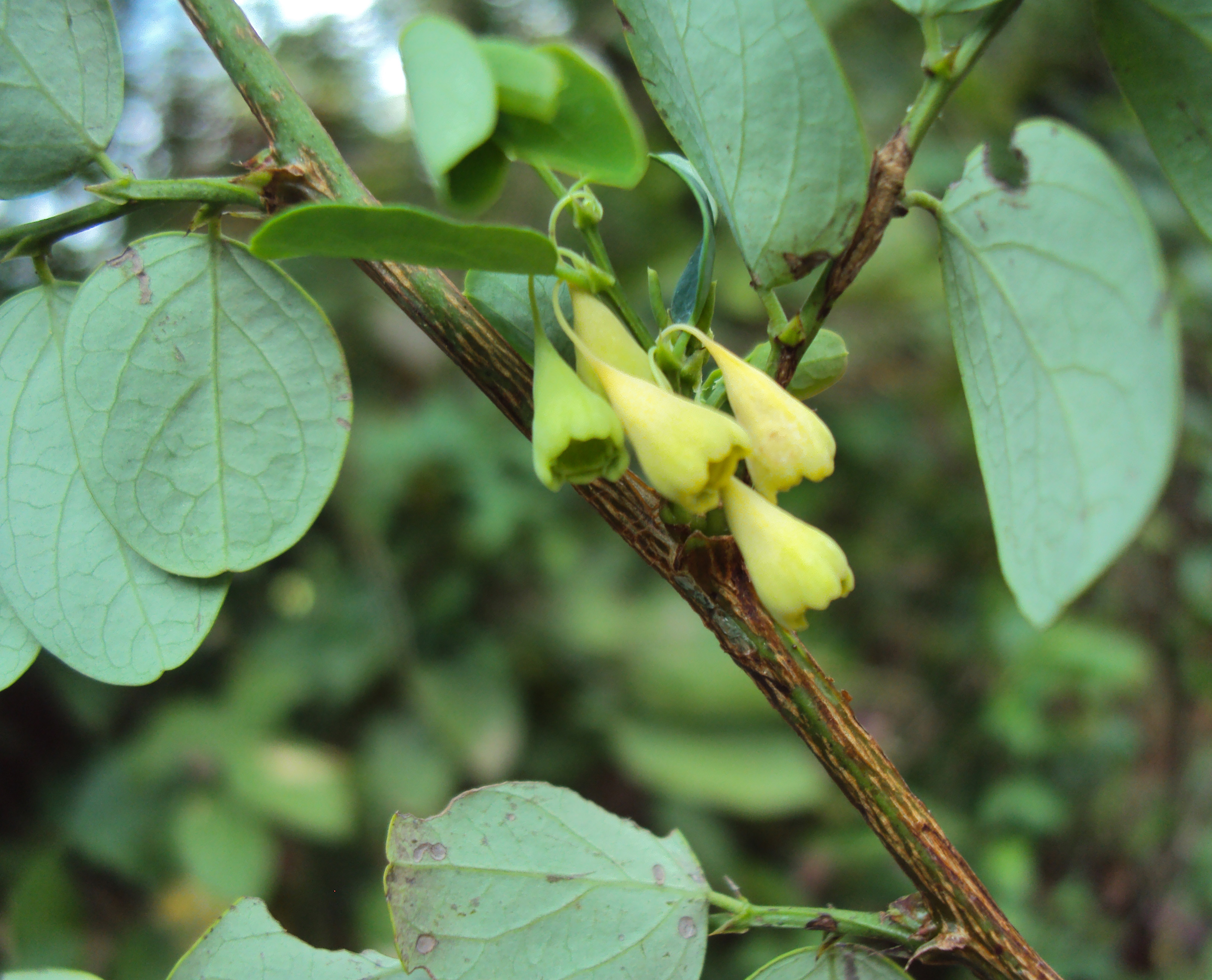
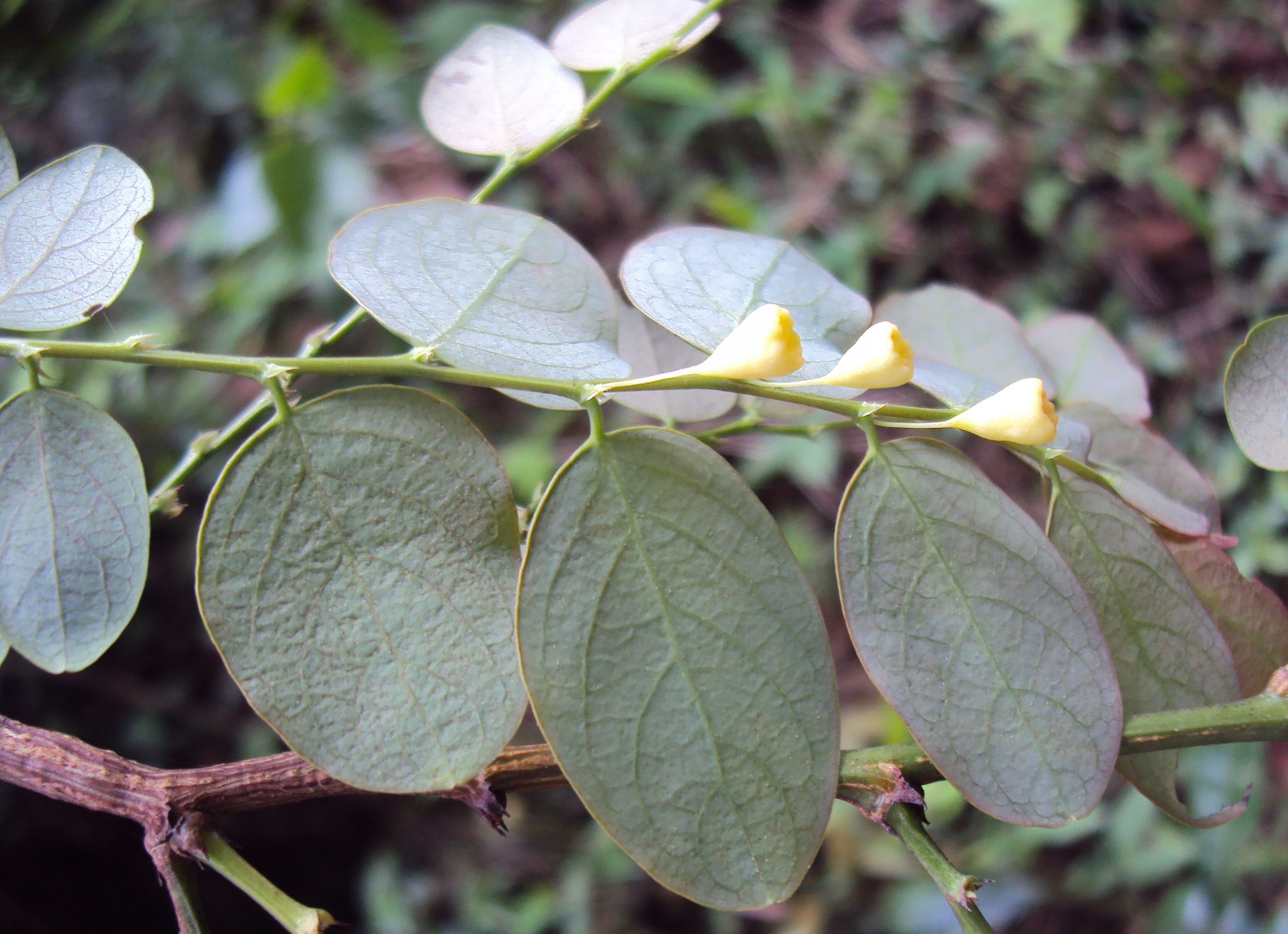
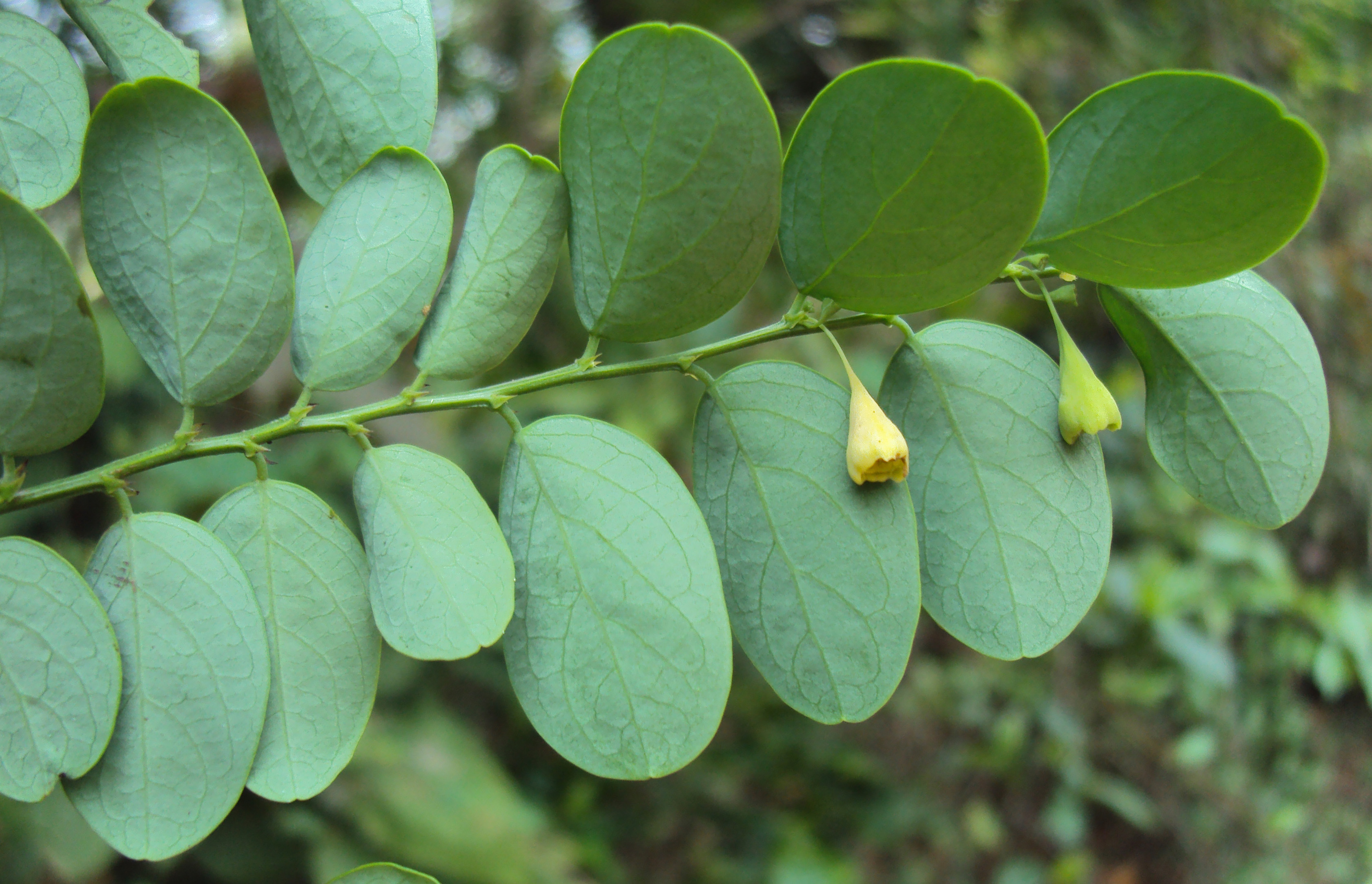
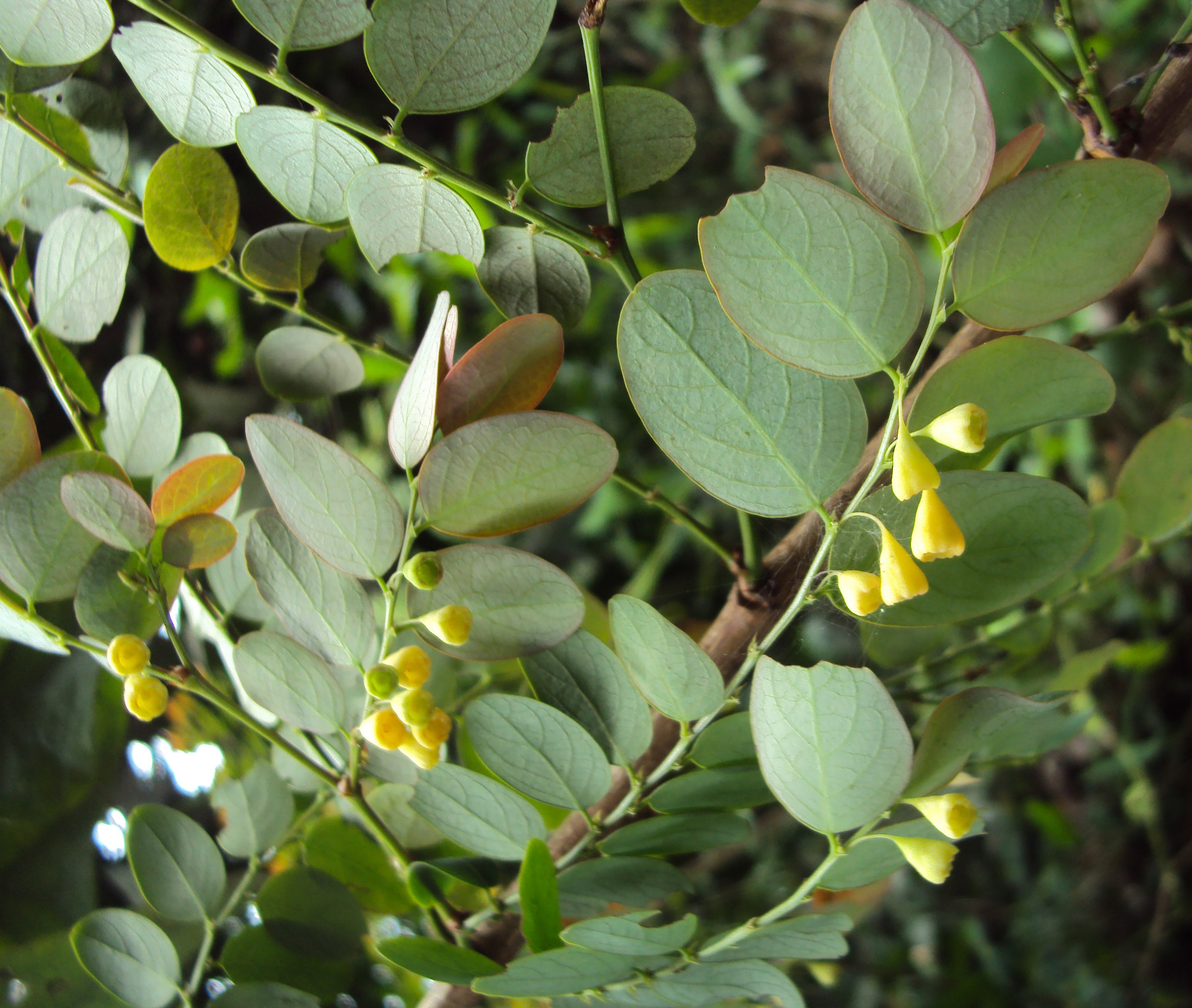
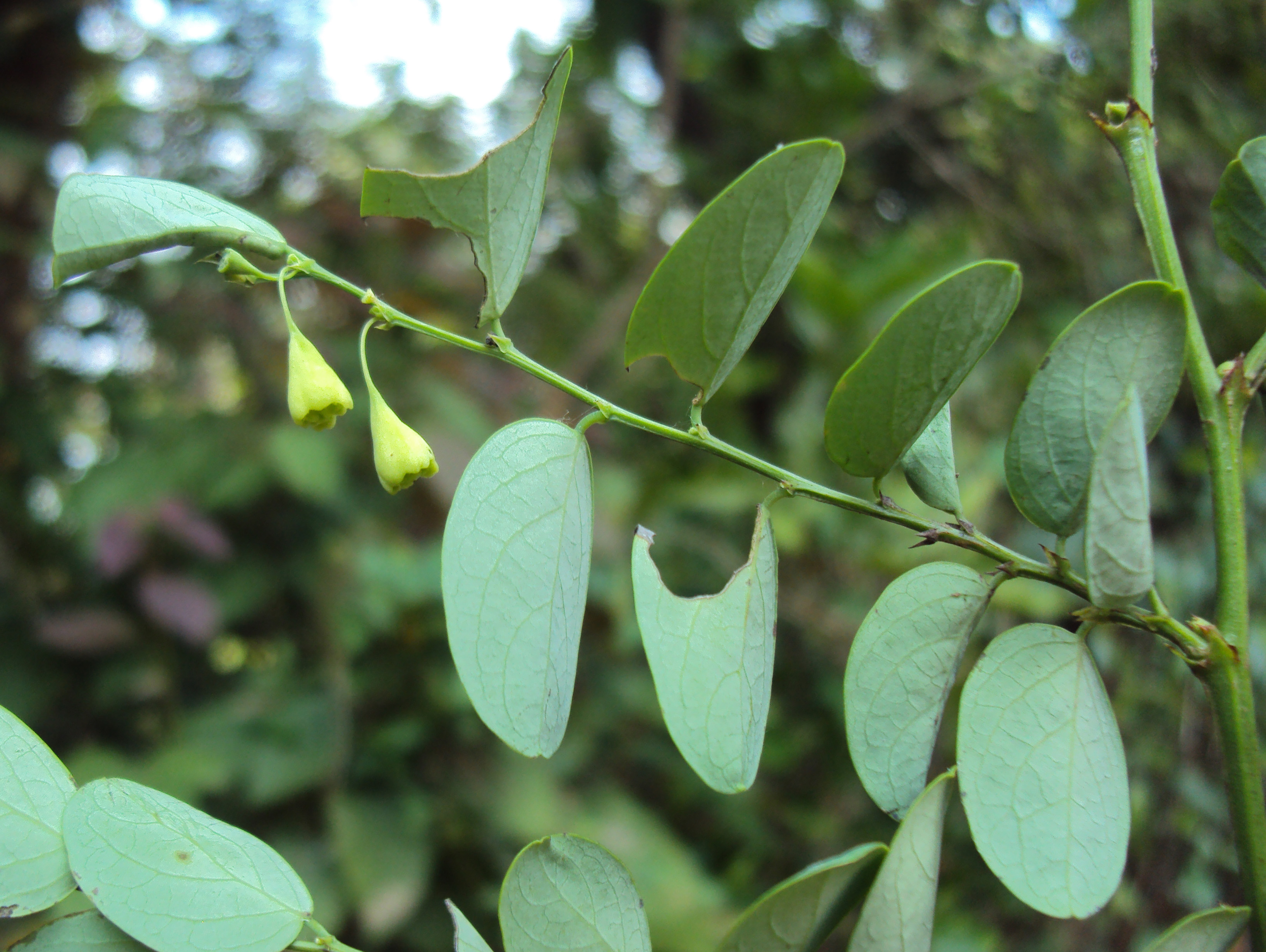
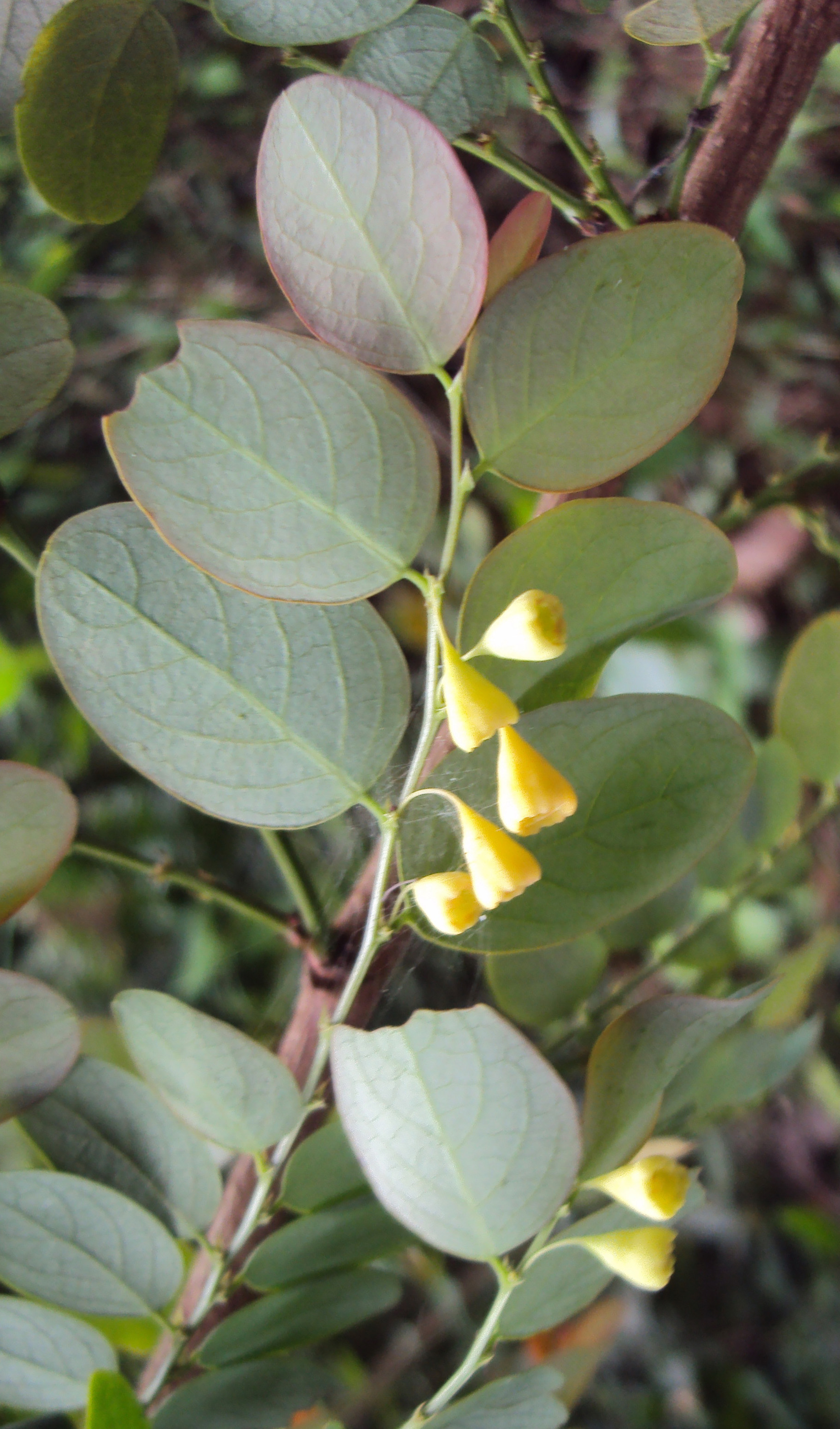